# کولیت اورمن ولمن
کولیت اورمن ولمن، (به انگلیسی: Collett Everman Woolman) (زاده ۸ اکتبر ۱۸۸۹ - درگذشته ۱۱ سپتامبر ۱۹۶۶) کارآفرین، بازرگان و مدیر ارشد اجرایی آمریکایی بود، که در سال ۱۹۲۹ شرکت دلتا ایرلاینز را تأسیس نمود.